# Mistrzostwa Słowacji w piłce nożnej mężczyzn
Mistrzostwa Słowacji w piłce nożnej (słow. Majstrovstvá Slovenska vo futbale) – rozgrywki piłkarskie, prowadzone cyklicznie – corocznie lub co sezonowo (na przełomie dwóch lat kalendarzowych) – mające na celu wyłonienie najlepszej męskiej drużyny na Słowacji.

## Historia
Mistrzostwa Słowacji w piłce nożnej oficjalne rozgrywane są od 1993 roku. Obecnie rozgrywki odbywają się w wielopoziomowych ligach: 1. liga, 2. liga, 3. liga oraz niższych klasach regionalnych.
25 maja 1898 roku w Preszowie powstał pierwszy słowacki klub piłkarski Eperjesi Toma es Vivo Egyesület (obecnie Tatran), potem następne. Po rozpadzie Austro-Węgier, Słowacja razem z Czechami 28 października 1918 ogłosiła powstanie Czechosłowacji. Po założeniu czechosłowackiej federacji piłkarskiej – ČSSF (czes. Československý svaz footballový) w 1921 roku (od 1901 funkcjonował czeski ČSF - Český svaz footballový), rozpoczął się proces zorganizowania pierwszych ligowych Mistrzostw Czechosłowacji w sezonie 1925. W 1922 słowackie kluby walczyły w 3 grupach o udział w meczach play-off mistrzostw Czechosłowacji. Najlepszy słowacki klub ČsŠK Bratislava dotarł do półfinału, gdzie przegrał 2-4 z SK Hradec Králové.
Potem aż do 1933 żaden zespół słowacki nie uczestniczył w mistrzostwach Czechosłowacji. W tym też okresie zespoły słowackie grały we własnej nieoficjalnej lidze. W 1934 po reorganizacji piłkarskich mistrzostw w Asociacni Liga i założeniu krajowej Statni Liga słowackie zespoły wróciły do rozgrywek o mistrzostwo Czechosłowacji. Regionalna liga nazywała się Slovensko-podkarpatská divízia.
Niepodległość Słowacji była proklamowana 14 marca 1939 na polecenie Adolfa Hitlera. W tym też czasie kluby słowackie organizowały mistrzostwa Słowacji, a rok wcześniej powstał słowacki związek piłkarski - SFZ. Mistrzostwa Słowacji zostały zdominowane przez ŠK Slovan Bratysława, który w ciągu 5 lat zdobył 3 razy tytuł mistrza i 2 razy wicemistrza.
Wiosną 1945 Słowacja wraz z ofensywą wojsk sowieckich wróciła w skład Czechosłowacji, a kluby słowackie po wyzwoleniu kraju od niemieckich wojsk ponownie uczestniczyły w rozgrywkach o mistrzostwo Czechosłowacji w najwyższej lidze, zwanej Státní liga. Były tylko dwie zmiany formatu ligi - w 1948 roku na system wiosna-jesień, a w 1957 roku liga z powrotem wróciła do systemu jesienno-wiosennego, który jest używany w większości krajów europejskich.
1 stycznia 1993 nastąpił pokojowy podział Czechosłowacji na dwa suwerenne państwa.
Rozgrywki zawodowej ligi zainaugurowano w sezonie 1993/94.

## Mistrzowie i pozostali medaliści
Rozgrywki nieoficjalne
W 1922 słowackie kluby walczyły w 3 grupach o udział w meczach play-off mistrzostw Czechosłowacji. Oto mistrzowie grup:
- Stredoslovenska:  ŠK Banská Bystrica
- Vychodoslovenska: Spišská Nová Ves
- Zapadoslovenska:  1. ČsŠK Bratislava

Potem w rundzie wstępnej rozgrywek krajowych ŠK Banská Bystrica wygrał 2-0 z Spišská Nová Ves. Następnie w rundzie pierwszej 1. ČsŠK Bratislava zwyciężył 2-1 ŠK Banská Bystrica. Jednak w półfinale ČsŠK Bratislava przegrał 2-4 z SK Hradec Králové.
Potem aż do 1933 żaden zespół słowacki nie uczestniczył w mistrzostwach Czechosłowacji. W tym też okresie zespoły słowackie grały we własnej nieoficjalnej lidze.
| Sezon                                                       | K | K | T | Mistrz             | Wicemistrz | III miejsce | Br. | Król strzelców | Uwagi |
| Mistrzostwo Słowacji (słow. Zvazové Majstrovstvá Slovenska) |   |   |   |                    |            |             |     |                |       |
| 1925                                                        |   |   | 1 | 1. ČsŠK Bratislava |            |             |     |                |       |
| 1925/26                                                     |   |   | 2 | 1. ČsŠK Bratislava |            |             |     |                |       |
| 1927                                                        |   |   | 3 | 1. ČsŠK Bratislava |            |             |     |                |       |
| 1927/28                                                     |   |   | 1 | MŠK Žilina         |            |             |     |                |       |
| 1928/29                                                     |   |   | 1 | MŠK Žilina         |            |             |     |                |       |
| 1929/30                                                     |   |   | 4 | 1. ČsŠK Bratislava |            |             |     |                |       |
| 1930/31                                                     |   |   | 1 | Ligeti SC          |            |             |     |                |       |
| 1931/32                                                     |   |   | 5 | 1. ČsŠK Bratislava |            |             |     |                |       |
| 1932/33                                                     |   |   | 1 | Ruś Użhorod        |            |             |     |                |       |

W 1934 po reorganizacji piłkarskich mistrzostw w Asociacni Liga i założeniu krajowej Statni Liga słowackie zespoły wróciły do rozgrywek o mistrzostwo Czechosłowacji. Regionalna liga nazywała się Slovensko-podkarpatská divízia.
| 1934–1938 | Mistrzostwa Czechosłowacji |

| Sezon                                                 | K | K | T | Mistrz                   | Wicemistrz           | III miejsce          | Br. | Król strzelców | Uwagi     |
| Mistrzostwo Słowacji (słow. Slovenská pohárová súťaž) |   |   |   |                          |                      |                      |     |                |           |
| 1939                                                  |   |   | 1 | Sparta Považská Bystrica | ŠK Bratislava        | MŠK Žilina           |     |                | 9 klubów  |
| 1939/40                                               |   |   | 1 | ŠK Bratislava            | AC Považská Bystrica | MŠK Žilina           |     |                | 12 klubów |
| 1940/41                                               |   |   | 2 | ŠK Bratislava            | FC Vrútky            | AC Považská Bystrica |     |                | 12 klubów |
| 1941/42                                               |   |   | 3 | ŠK Bratislava            | FC Vrútky            | MŠK Žilina           |     |                | 12 klubów |
| 1942/43                                               |   |   | 1 | OAP Bratysława           | ŠK Bratislava        | AC Považská Bystrica |     |                | 12 klubów |
| 1943/44                                               |   |   | 4 | ŠK Bratislava            | OAP Bratysława       | TŠS Trnawa           |     |                | 12 klubów |

| 1945–1993 | Mistrzostwa Czechosłowacji |

Rozgrywki oficjalne
| Sezon   | K | K | T  | Mistrz               | Wicemistrz               | III miejsce              | Br. | Król strzelców                                                      | Uwagi              |
| 1993/94 |   |   | 1  | Slovan Bratysława    | Inter Bratysława         | DAC 1904 Dunajská Streda | 19  | Pavol Diňa (DAC Dunajská Streda)                                    | 12 klubów          |
| 1994/95 |   |   | 2  | Slovan Bratysława    | 1. FC Koszyce            | Dukla Bańska Bystrzyca   | 18  | Róbert Semenik (Dukla Bańska Bystrzyca)                             | 12 klubów          |
| 1995/96 |   |   | 3  | Slovan Bratysława    | 1. FC Koszyce            | Spartak Trnawa           | 29  | Róbert Semenik (1. FC Koszyce)                                      | 12 klubów          |
| 1996/97 |   |   | 1  | 1. FC Koszyce        | Spartak Trnawa           | Slovan Bratysława        | 22  | Jozef Kožlej (1. FC Koszyce)                                        | 16 klubów          |
| 1997/98 |   |   | 2  | 1. FC Koszyce        | Spartak Trnawa           | Inter Bratysława         | 17  | Ľubomír Luhový (Spartak Trnawa)                                     | 16 klubów          |
| 1998/99 |   |   | 4  | Slovan Bratysława    | Inter Bratysława         | Spartak Trnawa           | 19  | Martin Fabuš (AS Trenčín)                                           | 16 klubów          |
| 1999/00 |   |   | 1  | Inter Bratysława     | 1. FC Koszyce            | Slovan Bratysława        | 16  | Szilárd Németh (Inter Bratysława)                                   | 16 klubów          |
| 2000/01 |   |   | 2  | Inter Bratysława     | Slovan Bratysława        | MFK Ružomberok           | 23  | Szilárd Németh (Inter Bratysława)                                   | 10 klubów, 4 koła  |
| 2001/02 |   |   | 1  | MŠK Żylina           | Matador Púchov           | Inter Bratysława         | 21  | Marek Mintál (MŠK Żylina)                                           | 10 klubów, 4 koła  |
| 2002/03 |   |   | 2  | MŠK Żylina           | Petržalka Bratysława     | Slovan Bratysława        | 20  | Martin Fabuš (AS Trenčín) Marek Mintál (MŠK Żylina)                 | 10 klubów, 4 koła  |
| 2003/04 |   |   | 3  | MŠK Żylina           | Dukla Bańska Bystrzyca   | MFK Ružomberok           | 17  | Roland Števko (MFK Ružomberok)                                      | 10 klubów, 4 koła  |
| 2004/05 |   |   | 1  | Petržalka Bratysława | MŠK Żylina               | Dukla Bańska Bystrzyca   | 22  | Filip Šebo (Petržalka Bratysława)                                   | 10 klubów, 4 koła  |
| 2005/06 |   |   | 1  | MFK Ružomberok       | Petržalka Bratysława     | Spartak Trnawa           | 21  | Erik Jendrišek (MFK Ružomberok) Róbert Rák (FC Nitra)               | 10 klubów, 4 koła  |
| 2006/07 |   |   | 4  | MŠK Żylina           | Petržalka Bratysława     | Slovan Bratysława        | 16  | Tomáš Oravec (Petržalka Bratysława)                                 | 12 klubów, 2 rundy |
| 2007/08 |   |   | 2  | Petržalka Bratysława | MŠK Żylina               | FC Nitra                 | 17  | Ján Novák (MFK Koszyce)                                             | 12 klubów, 3 koła  |
| 2008/09 |   |   | 5  | Slovan Bratysława    | MŠK Żylina               | Spartak Trnawa           | 15  | Pavol Masaryk (Slovan Bratysława)                                   | 12 klubów, 3 koła  |
| 2009/10 |   |   | 5  | MŠK Żylina           | Slovan Bratysława        | Dukla Bańska Bystrzyca   | 18  | Róbert Rák (FC Nitra)                                               | 12 klubów, 3 koła  |
| 2010/11 |   |   | 6  | Slovan Bratysława    | FK Senica                | MŠK Żylina               | 22  | Filip Šebo (Slovan Bratysława)                                      | 12 klubów, 3 koła  |
| 2011/12 |   |   | 6  | MŠK Żylina           | Spartak Trnawa           | Slovan Bratysława        | 18  | Pavol Masaryk (MFK Ružomberok)                                      | 12 klubów, 3 koła  |
| 2012/13 |   |   | 7  | Slovan Bratysława    | FK Senica                | AS Trenčín               | 16  | David Depetris (AS Trenčín)                                         | 12 klubów, 3 koła  |
| 2013/14 |   |   | 8  | Slovan Bratysława    | AS Trenčín               | Spartak Trnawa           | 14  | Tomáš Malec (AS Trenčín)                                            | 12 klubów, 3 koła  |
| 2014/15 |   |   | 1  | AS Trenčín           | MŠK Żylina               | Slovan Bratysława        | 19  | Matej Jelić (MŠK Żylina) Jan Kalabiška (FK Senica)                  | 12 klubów, 3 koła  |
| 2015/16 |   |   | 2  | AS Trenčín           | Slovan Bratysława        | Spartak Myjava           | 17  | Gino van Kessel (AS Trenčín)                                        | 12 klubów, 3 koła  |
| 2016/17 |   |   | 7  | MŠK Żylina           | Slovan Bratysława        | MFK Ružomberok           | 20  | Filip Hlohovský (MŠK Żylina) Seydouba Soumah (Slovan)               | 12 klubów, 3 koła  |
| 2017/18 |   |   | 1  | Spartak Trnawa       | Slovan Bratysława        | DAC 1904 Dunajská Streda | 21  | Samuel Mráz (MŠK Żylina)                                            | 12 klubów, 2 rundy |
| 2018/19 |   |   | 9  | Slovan Bratysława    | DAC 1904 Dunajská Streda | MFK Ružomberok           | 29  | Andraž Šporar (Slovan Bratysława)                                   | 12 klubów, 2 rundy |
| 2019/20 |   |   | 10 | Slovan Bratysława    | MŠK Żylina               | DAC 1904 Dunajská Streda | 12  | Andraž Šporar (Slovan Bratysława)                                   | 12 klubów, 2 rundy |
| 2020/21 |   |   | 11 | Slovan Bratysława    | DAC 1904 Dunajská Streda | Spartak Trnawa           | 19  | Dawid Kurminowski (MŠK Żylina)                                      | 12 klubów, 2 rundy |
| 2021/22 |   |   | 12 | Slovan Bratysława    | MFK Ružomberok           | Spartak Trnawa           | 13  | Jakub Kadák (AS Trenčín)                                            | 12 klubów, 2 rundy |
| 2022/23 |   |   | 13 | Slovan Bratysława    | DAC 1904 Dunajská Streda | Spartak Trnawa           | 18  | Nikola Krstović (DAC 1904)                                          | 12 klubów, 2 rundy |
| 2023/24 |   |   | 14 | Slovan Bratysława    | DAC 1904 Dunajská Streda | Spartak Trnawa           | 13  | Tigran Barseghian (Slovan) Róbert Polievka (Dukla Bańska Bystrzyca) | 12 klubów, 2 rundy |
| 2024/25 |   |   | 15 | Slovan Bratysława    | MŠK Żylina               | Spartak Trnawa           | 20  | Tigran Barseghian (Slovan) David Strelec (Slovan)                   | 12 klubów, 2 rundy |

## Statystyka

### Klasyfikacja według klubów
W dotychczasowej historii Mistrzostw Słowacji na podium oficjalnie stawało w sumie 14 drużyn. Liderem klasyfikacji jest Slovan Bratysława, który zdobył 15 tytułów mistrzowskich.
Stan po sezonie 2024/2025.
| Lp. | Klub                     | Miejsca na podium | Miejsca na podium | Miejsca na podium | Zwycięskie sezony                                             |   |   | |
| --- | ------------------------ | ----------------- | ----------------- | ----------------- | ------------------------------------------------------------- | - | - | --- |
| Lp. | Klub                     | 1.                | Slovan Bratysława | 15                | Zwycięskie sezony                                             | 5 | 6 | 1993/94, 1994/95, 1995/96, 1998/99, 2008/09, 2010/11, 2012/13, 2013/14, 2018/19, 2019/20, 2020/21, 2021/22, 2022/23, 2023/24, 2024/25 |
| 2.  | MŠK Żylina               | 7                 | 6                 | 1                 | 2001/02, 2002/03, 2003/04, 2006/07, 2009/10, 2011/12, 2016/17 |   |   | |
| 3.  | 1. FC Koszyce            | 2                 | 3                 | 0                 | 1996/97, 1997/98                                              |   |   | |
| 3.  | Petržalka Bratysława     | 2                 | 3                 | 0                 | 2004/05, 2007/08                                              |   |   | |
| 5.  | Inter Bratysława         | 2                 | 2                 | 2                 | 1999/00, 2000/01                                              |   |   | |
| 6.  | AS Trenčín               | 2                 | 1                 | 1                 | 2014/15, 2015/16                                              |   |   | |
| 7.  | Spartak Trnawa           | 1                 | 3                 | 10                | 2017/18                                                       |   |   | |
| 8.  | MFK Ružomberok           | 1                 | 1                 | 4                 | 2005/06                                                       |   |   | |
| 9.  | DAC 1904 Dunajská Streda | 0                 | 4                 | 3                 |                                                               |   |   | |
| 10. | FK Senica                | 0                 | 2                 | 0                 |                                                               |   |   | |
| 11. | Dukla Bańska Bystrzyca   | 0                 | 1                 | 3                 |                                                               |   |   | |
| 12. | Matador Púchov           | 0                 | 1                 | 0                 |                                                               |   |   | |
| 13. | FC Nitra                 | 0                 | 0                 | 1                 |                                                               |   |   | |
| 13. | Spartak Myjava           | 0                 | 0                 | 1                 |                                                               |   |   | |

### Klasyfikacja według miast
Siedziby klubów: stan po sezonie 2024/2025.
| Miasto     | Liczba tytułów | Kluby                                                                  |
| ---------- | -------------- | ---------------------------------------------------------------------- |
| Bratysława | 19             | Slovan Bratysława (15), Inter Bratysława (2), Petržalka Bratysława (2) |
| Żylina     | 7              | MŠK Żylina (7)                                                         |
| Koszyce    | 2              | 1. FC Košice (2)                                                       |
| Trenczyn   | 2              | AS Trenčín (2)                                                         |
| Ružomberok | 1              | MFK Ružomberok (1)                                                     |
| Trnawa     | 1              | Spartak Trnawa (1)                                                     |

## Uczestnicy
Są 30 zespołów, które wzięli udział w 32 sezonach Mistrzostw Słowacji, które były prowadzone od 1993/94 aż do sezonu 2024/25 łącznie. Tylko MŠK Żylina i Spartak Trnawa były zawsze obecne w każdej edycji.
Pogrubione zespoły biorące udział w sezonie 2024/25.
- 32 razy: ŠK Slovan Bratysława, Spartak Trnawa, MŠK Žilina
- 29 razy: MFK Ružomberok
- 25 razy: AS Trenčín
- 23 razy: DAC Dunajska Streda
- 22 razy: Dukla Bańska Bystrzyca
- 21 razy: VSS Košice
- 19 razy: FC Nitra
- 17 razy: Tatran Preszów, ViOn Zlaté Moravce
- 14 razy: Petržalka Bratysława, Inter Bratysława, FK Senica
- 13 razy: MFK Dubnica
- 11 razy: Zemplín Michalovce
- 9 razy: Železiarne Podbrezová
- 7 razy: 1. HFC Humenné, Banik Prievidza
- 6 razy: Matador Púchov
- 5 razy: Lokomotíva Košice, Partizán Bardejów, Spartak Myjava
- 4 razy: MŠK Rimavská Sobota, ŠKF Sereď, MFK Skalica
- 3 razy: FK Pohronie, FC Senec
- 2 razy: Tatran Liptowski Mikułasz
- 1 raz: KFC Komárno